# Maestro de las medias figuras femeninas

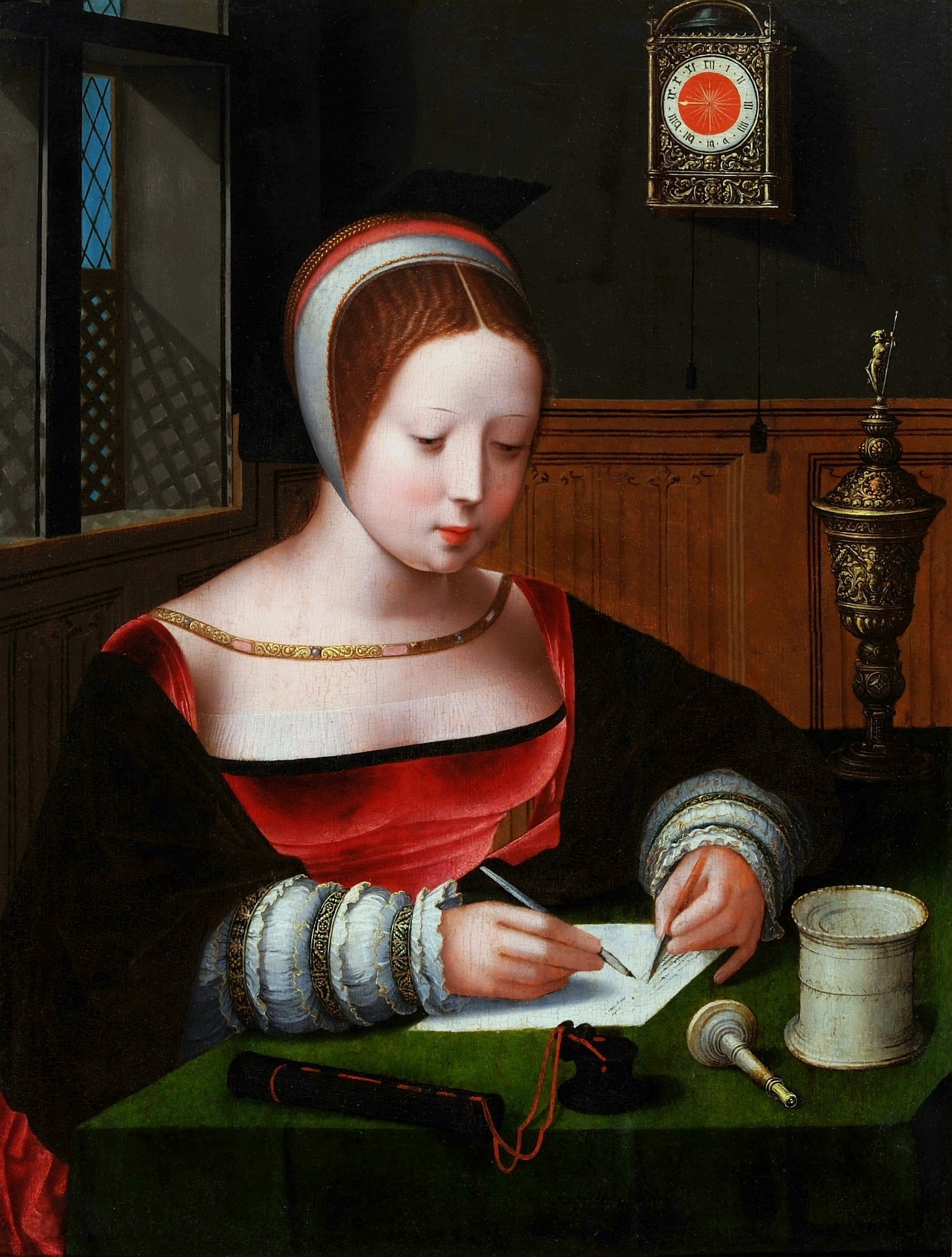
María Magdalena escribiendo, hacia 1520. Museo Nacional, colección Czartoryski, Cracovia (Polonia).

El maestro de las medias figuras femeninas fue un pintor flamenco activo en el segundo cuarto del siglo XVI. Se le ha identificado con Jean Clouet, Lucas de Heere y Hans Vereycke, pero su identidad sigue siendo discutida.
Su nombre se debe a una amplia serie de pinturas que tienen el mismo tema. Se trata de la representación de la figura de medio cuerpo de una mujer, que lee, escribe o toca un instrumento musical dentro de una casa acomodada. Esas figuras femeninas suelen presentar unos rasgos faciales similares entre sí, por lo que parece que se usó la misma modelo o el mismo estereotipo, ya que no se tratan de retratos. Se ha apuntado que estas pinturas pudieron realizarse en un taller de Amberes especializado en obras destinadas a la exportación. 
El maestro de las medias figuras femeninas también realizó escenas religiosas y mitológicas. En su obra se aprecia la dulzura característica de la escuela de Brujas, a través de Adriaen Isenbrandt y Ambrosius Benson, así como de los paisajes de Joachim Patinir. El arte de este pintor también se ha puesto en relación con las cortes de Malinas y Bruselas, influidas por la cultura francesa.

## Obras destacadas
- Virgen con Niño, sendas versiones en el Museo Lázaro Galdiano, Madrid;[nota 1]
- María Magdalena leyendo (entre 1500 y 1530), Museo del Louvre, París;
- Dama tocando el virginal (hacia 1530), Museo Nacional, Poznań;
- Concierto de tres mujeres (1530-1540), Museo del Ermitage, San Petersburgo;
- Descanso en la Huida a Egipto (hacia 1540), The National Gallery, Londres;
- La Anunciación, la Natividad y la Presentación en el Templo (sin fecha), Museo del Prado, Madrid.